# Uleila del Campo
Uleila del Campo este o municipalitate din provincia Almería, Andaluzia, Spania, cu o populație de 988 locuitori.